# Rinorea monticola
Rinorea monticola är en violväxtart som beskrevs av Henri Ernest Baillon. Rinorea monticola ingår i släktet Rinorea och familjen violväxter. Inga underarter finns listade i Catalogue of Life.